# Université de Liverpool John-Moores
L'université de Liverpool John-Moores (Liverpool John Moores University, ou LJMU) est une université de Liverpool (Royaume-Uni). Son plus grand campus est situé rue Byrom, près du centre-ville de Liverpool.
Elle a été présidée par Brian May, le guitariste du groupe Queen, jusqu'au 20 mai 2013.

## Personnalités liées à l'université

### Étudiants
- Joanne Anderson
- Jane MacArthur
- Beth Munro